# Ли, Даг
Дуглас (Даг) Ли (англ. Douglas «Doug» S. Lea) — профессор компьютерных наук и настоящее время декан факультета компьютерных наук Университета штата Нью-Йорк в г. Освего (SUNY Oswego), где он специализируется на теме параллельных вычислений и разработке параллельных структур данных. Он состоял в Исполнительном комитете Java Community Process и руководил разработкой спецификации JSR 166, которая добавила утилиты для разработки параллельных многопоточных программ в язык программирования Java начиная с версии 1.5 (см. Параллелизм в Java).

## Биография
22 октября 2010 года Даг Ли уведомил Исполнительный комитет Java Community Process, что не будет выдвигать свою кандидатуру на переизбрание. В 2012 году Даг Ли вошел в руководство проекта OpenJDK.
Даг Ли является автором книги Concurrent Programming in Java: Design Principles and Patterns — одной из первых книг на тему параллельного многопоточного программирования в Java. В настоящее время эта книга доступна во втором издании, которое вышло в 1999 году. Также он является автором библиотеки dlmalloc, являющейся открытой свободной реализацией библиотеки работы с памятью malloc для языка С.
В 2013 году Даг Ли был избран действительным членом Ассоциации вычислительной техники.